# Frederick Leslie Ransome

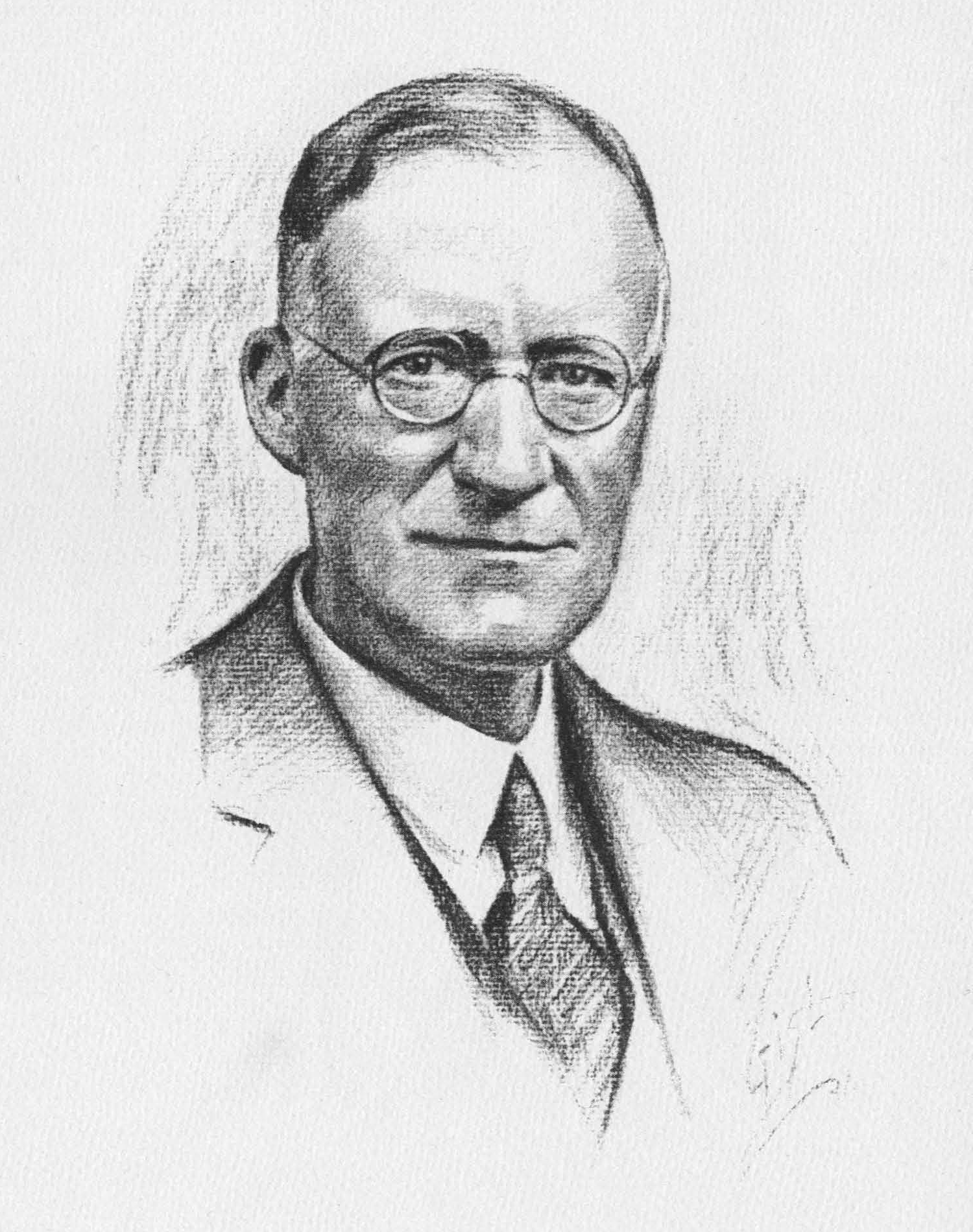
Frederick Leslie Ransome (Zeichnung von 1931)

Frederick Leslie Ransome (* 2. Dezember 1868 in Greenwich, London; † 6. Oktober 1935 in Pasadena, Kalifornien) war ein US-amerikanischer Lagerstätten-Geologe und Pionier der Ingenieurgeologie.

## Leben
Ransome kam mit seiner Familie 1870 nach San Francisco, wo sein Vater Ernest Leslie Ransome ein Pionier des Eisenbetonbaus in den USA wurde. Er studierte Geologie an der University of California, Berkeley bei Joseph LeConte, vor allem aber bei Andrew C. Lawson, der 1890 nach Berkeley kam. Er wurde mit Charles Palache dessen Assistent und kartierte in der Gegend von San Francisco (Marine County). Palache und Ransome benannten 1895 das metamorphe Mineral Lawsonit, das sie bei ihren Kartierungsarbeiten in der Bucht von San Francisco fanden, zu Ehren ihres Lehrers. 1896 wurde er promoviert und ging nach Harvard. Im selben Jahr ging er zum US Geological Survey in Washington D.C., wo er vor allem Lagerstättengeologe war. Gleich zu Anfang untersuchte er das berühmte Mother Load Goldfeld in Kalifornien, die eigentlichen Quelle des Goldes im kalifornischen Goldrausch der 1850er Jahre, der mit der Entdeckung von Seifengold begann. Ab 1904 untersuchte er mit Waldemar Lindgren die Cripple Creek Lagerstätten-Region in Colorado und ab 1905 untersuchte er die Bleierzvorkommen von Coeur d´Alene in Idaho. Es folgten viele weitere bekannte Lagerstätten in den USA. 1912 bis 1923 leitete er als Nachfolger von Samuel F. Emmons und Lindgren die Abteilung Erzvorkommen. 1922 wurde er Professor für Wirtschaftsgeologie an der University of Arizona in Tucson. Vier Jahre später ging er, aus Protest über die Entlassung des Universitätspräsidenten, der ihn geholt hatte, 1927 als Professor für Wirtschaftsgeologie an das Caltech. Dort wandte er sich auch der Ingenieurgeologie zu, zunächst in der Untersuchung der Ursachen des Versagens der St.-Francis-Talsperre der Wasserversorgung von Los Angeles 1928 (mit 600 Toten), und er war einer der beiden Geologen beim offiziellen Report über das Desaster. Der Schadensfall machte der Öffentlichkeit in den USA die Notwendigkeit der Einschaltung von Ingenieurgeologen bei großen Bauvorhaben deutlich. Er arbeitete viel für das Bureau of Reclamation und die kalifornischen Wasserbehörden. Ab 1923 war er zum Beispiel geologischer Berater für den Bau des Hoover Dam (Ransome starb wenige Tage nach der Eröffnung). Er war auch ab 1928 Berater für das 241 Meilen lange Colorado River Aqueduct durch die Mojave-Wüste zur Wasserversorgung von Kalifornien.
Neben Lagerstätten befasste er sich auch mit Verwerfungen und veröffentlichte 1906 einen Artikel im National Geographic über die Ursachen des Erdbebens von San Francisco im selben Jahr.
Er war 1905 einer der Gründer der Zeitschrift Economic Geology und dreißig Jahre lang Mitherausgeber. 1914 wurde er Mitglied der National Academy of Sciences und 1927 war er Präsident der Society of Economic Geologists.
1900 heiratete er die Geologin Amy Cordova Rock, mit der er einen Sohn und drei Töchter hatte.
1914 wurde er in die National Academy of Sciences gewählt.

## Schriften
- Description of the Mother Load district (California), US Geological Survey 1900
- mit Waldemar Lindgren, Geology and Gold Deposits of the Cripple Creek district, Colorado, US Geological Survey Professional Paper 54,  1906
- The direction and movement and the nomenclature of faults, Economic Geology, Band 1, 1906, S. 777–787
- The present standing of applied geology, Economic Geology, Band 1, 1905, S. 1–10
- The tertiary origin of the North American Cordillera and its problems, Silliman Lecture, Yale 1913, in: Problems of American Geology, 1915, S. 287–376
- Directions of progress in Economic Geology, Economic Geology, Band 23, 1930, S. 119–131
- High dams, the viewpoint of the geologist, American Soc. Civ. Eng., Transactions, 95, 1931, S. 149–158 (Vortrag auf dem Symposium der ASCE zu hohen Staumauern in San Diego 1928)
- Historical Review of Geology as related to western mining, in: Ore Deposits of the Western States (Lindgren volume), American Institute Min. Metal. Eng. 1933, S. 1–16